# جنکینز (مینه‌سوتا)
جنکینز، مینه‌سوتا (به انگلیسی: Jenkins, Minnesota) یک شهر در ایالات متحده آمریکا است که در شهرستان کرو وینگ، مینه‌سوتا واقع شده‌است.

## خصوصیات
جنکینز ۱۱٫۶۸ کیلومترمربع مساحت و ۴۳۰ نفر جمعیت دارد و ۳۸۵ متر بالاتر از سطح دریا واقع شده‌است.